# Sveta Planina
Sveta Planina (med letoma 1955 in 2002 imenovana Partizanski Vrh) je razloženo naselje v Občini Trbovlje.